# Маевский, Януш
Я́нуш Мариа́н Мае́вский (пол. Janusz Marian Majewski; 5 августа 1931, Львов, Львовское воеводство, Польша — 10 января 2024, Варшава) — польский кинорежиссёр, сценарист, художник, актёр и документалист.

## Биография
В 1955 году окончил Краковский политехнический институт, а в 1960 Высшую школу театра и кино в Лодзи. Там же в 1969—1991 годах преподавал. Среди его учеников: Феликс Фальк, Анджей Баранский, Филип Байон Юлиуш Махульский и другие. Состоял в штате Студии документальных фильмов в Варшаве, позже в штате студии «Perspektywa». В 1983—1990 годах председатель Союза польских кинематографистов.
Был женат на сценаристке и художнице Зофии Насеровской (1938—2011). От этого брака двое детей.

## Избранная фильмография

### Режиссёр
- 1962 — Роза / Róza (док. к/м)
- 1962 — Альбом Флейшера / Album Fleischera (док. к/м)
- 1963 — Джаз-опус / Opus jazz (док. к/м)
- 1964 — Поединок / Pojedynek (док. к/м)
- 1964 — Аватар, или Замена душ / Awatar czyli zamiana dusz
- 1966 — Жилец / Sublokator
- 1969 — Преступник, который украл преступление / Zbrodniarz, który ukradl zbrodnie
- 1970 — Локис / Lokis. Rekopis profesora Wittembacha (по одноимённой новелле Проспера Мериме)
- 1973 — Ревность и медицина / Zazdrosc i medycyna
- 1975 — Заколдованные столики / Zaklete rewiry (с ЧССР в советском прокате «Отель Пацифик»)
- 1977 — Дело Горгоновой / Sprawa Gorgonowej[6]
- 1979 — Урок мёртвого языка / Lekcja martwego jezyka
- 1980—1981 — Королева Бона / Królowa Bona (сериал)
- 1982 — Эпитафия для Барбары Радзивилл / Epitafium dla Barbary Radziwillówny
- 1983 — Солёная роза / Slona róza (с ЧССР)
- 1985 — Дезертиры / C.K. Dezerterzy
- 1998 — Золото дезертиров / Złoto dezerterów
- 2017 — Последний клезмер / Ostatni klezmer (документальный фильм о пианисте Леопольде Козловском)

## Награды
- 1963 — Приз Международного кинофестиваля в Сан-Франциско («Альбом Флейшера»)
- 1963 — Приз Международного кинофестиваля Мангейме («Альбом Флейшера»)
- 1963 — Приз Международного кинофестиваля в Бергамо («Джаз-опус»)
- 1964 — Приз Международного кинофестиваля в Корке («Поединок»)
- 1964 — Приз Международного кинофестиваля в Оберхаузене («Поединок»)
- 1967 — Приз Международного кинофестиваля Мангейме («Жилец»)
- 1967 — Приз Международного кинофестиваля в Чикаго («Жилец»)
- 1975 — Приз Международного кинофестиваля в Панаме («Заколдованные столики»)
- 1976 — Номинация на приз «Золотой Медведь» 26-го Берлинского международного кинофестиваля («Заколдованные столики»)
- 2001 — Офицерский крест Ордена Возрождения Польши
- 2009 — Золотая медаль «За заслуги в культуре Gloria Artis»[7]
- 2013 — Командорский крест Ордена Возрождения Польши
- 21 марта 2011 открыта звезда Януша Маевского на Аллее звёзд в Лодзи